# Haumania walkeri
Haumania walkeri là một loài thực vật có hoa trong họ Marantaceae. Loài này được Ohwi mô tả khoa học đầu tiên năm 1958.